# Perigea secorva
Perigea secorva là một loài bướm đêm trong họ Noctuidae.